# Lions Bay
Lions Bay és un llogarret al nord de la ciutat de Vancouver, Colúmbia Britànica, Canadà. Lions Bay és entre la Badia de Horseshoe i Squamish. A uns 30 minuts de distància del centre de la ciutat de Vancouver, depenent del trànsit. Pertany al Gran Vancouver. D'acord amb el cens de població de 2001, es van registrar 1.379 habitants.